# Jānis Strupulis

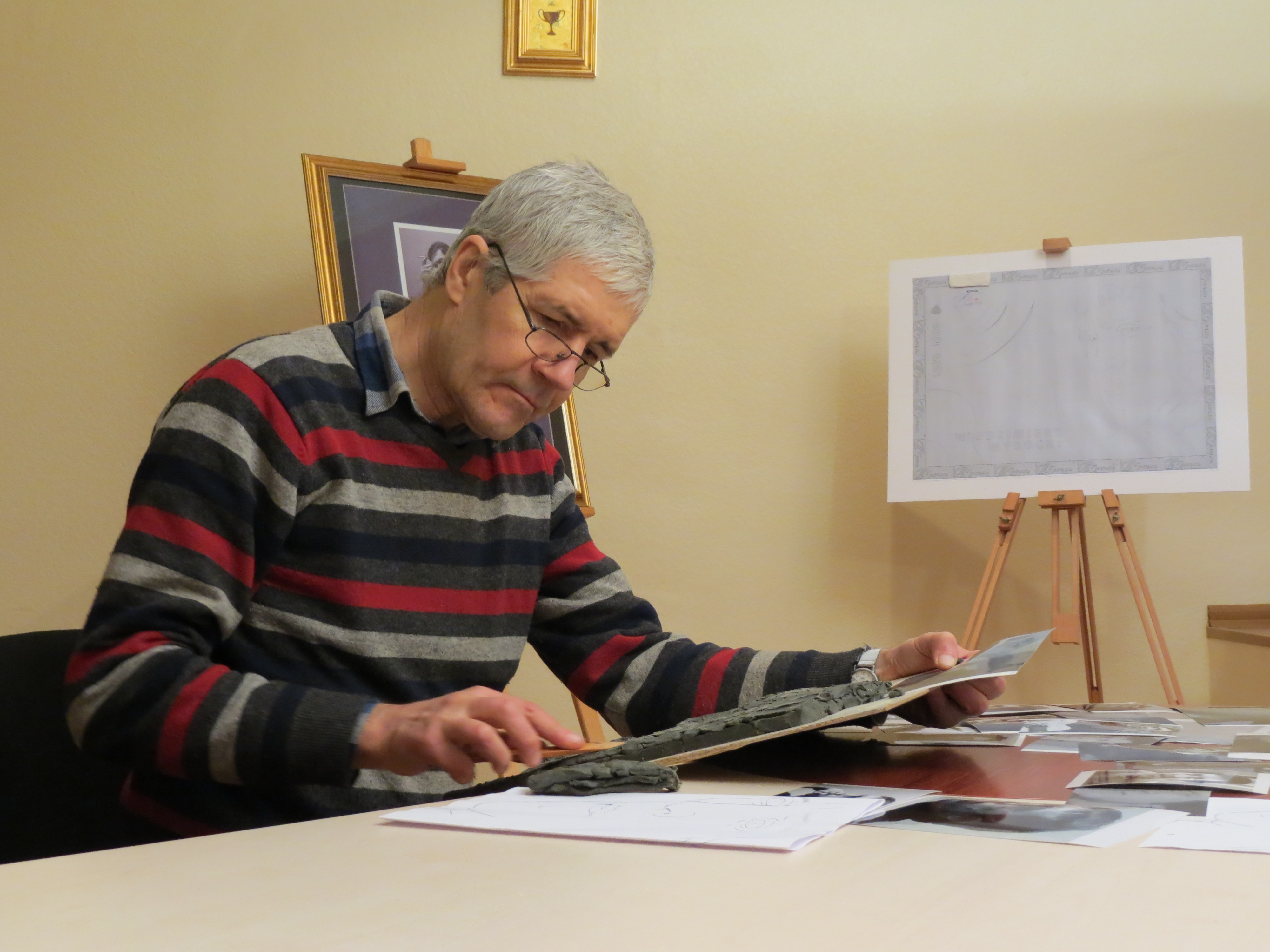
Jānis Strupulis

Jānis Strupulis, Monogramm JS, (* 28. Januar 1949 in Vecpiebalga, Lettische SSR) ist ein lettischer Bildhauer und Grafikdesigner.

## Leben
Er graduierte 1973 an der Kunstakademie Lettlands (Abteilung für Skulptur, Keramik und Glaskunst) und ist seit 1978 Mitglied der Künstlerunion von Lettland. Er ist auch Mitglied der lettischen Designervereinigung und von FIDEM, Honorarmitglied der lettischen Akademie der Wissenschaften, Präsident des Latvia Art Medal Club.

## Werk

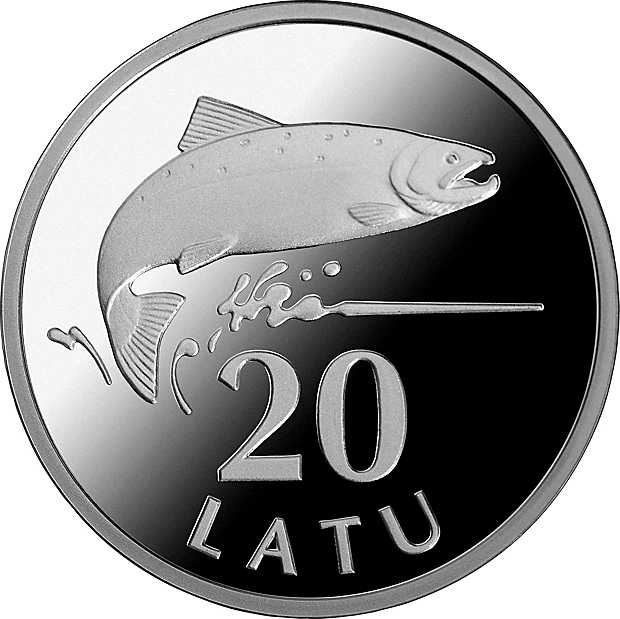
20 Latu-Silbergedenkmünze

Er entwarf zusammen mit Gunārs Lūsis eine Reihe der lettischen Münze Lats (1992), die 2 Lats Bimetall-Münze (1999) und eine Variante des 1 Lats (1999, 2001) und viele weitere. Im Jahr 2013 entwarf er zusammen mit Gunārs Lūsis die 20 Lats Silbermünze mit dem Thema Silver Salmon.
Seit 1971 beteiligt sich Jānis Strupulis an Ausstellungen. Seine Hauptarbeiten sind im Bereich Medaillen, Münzen, Bilder und Zeichnungen. Seine Werke sind in etwa 15 Staaten und über 50 Museen ausgestellt. Er hat die steinern/bronzenen Gedenktafel für Ernst von Bergmann (2011) und Johann Christoph Brotze (1996, Texte in Lettisch und Deutsch), sowie Ernests Brastiņš (2007), Herberts Tīmers (2006, Architekt, 1897–1938), Christoph Haberland (1994) und Aleksandrs Tīpainis in Riga gestaltet.

### Preise und Auszeichnungen
- 1986, 1989 Preise der Triennials of Baltic Medal Art;
- 1997 Pauls Stradiņš Preis,
- 1992, 1996 Gold-Medaille der Dante Biennale (Italien),
- 1995 Auszeichnung der Triennial of Baltic Medal Art